# Hey Men
Hey Men è un singolo del gruppo musicale canadese Men Without Hats, pubblicato nel 1989 come primo estratto dal quarto album in studio The Adventures of Women & Men Without Hate in the 21st Century.